# Pluderhosor

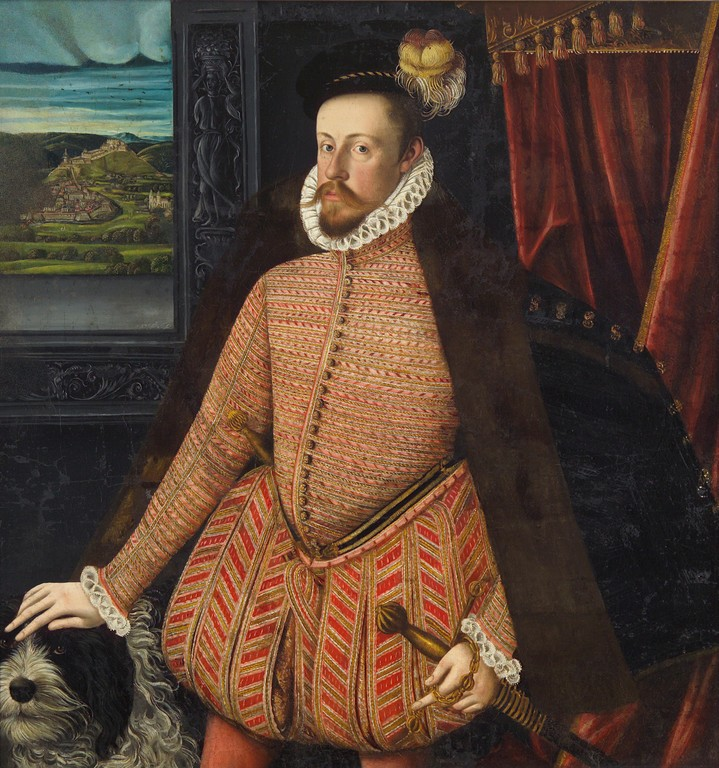

Pluderhosor är ett slags vida byxor, som slutar strax ovanför eller nedanför knäet, där de dras åt. De är utförda i dubbelt tyg, det övre uppslitsat, så att det undre sticker ut genom skårorna.
Pluderhosor var särskilt populära bland de tyska landsknektarna på 1500-talet och övertogs i förenklad form av en del nordiska bygders allmogedräkter, så t. ex. i Skåne.